# والتر ريفيس
والتر ريفيس (بالإنجليزية: Walter Reeves) هو محامي وسياسي أمريكي، ولد في 25 سبتمبر 1848 في الولايات المتحدة، وتوفي في 9 أبريل 1909 في سترتور في الولايات المتحدة. حزبياً، نشط في الحزب الجمهوري. وقد انتخب عضو مجلس النواب الأمريكي.